# هنري دوبس
هنري دوبس Henry Dübs (1816 - 24 أبريل 1876)، كان مهندسًا ألماني المولد وباني سفن في اسكتلندا في القرن التاسع عشر.
وُلِد هاينريش دوبس في غونتربلوم بالقرب من دارمشتات في منطقة الراين هيسه جنوب غرب ألمانيا، وهاجر إلى بريطانيا العظمى وأسس شركة دوبس آند كومباني، التي كانت في وقت من الأوقات ثاني أكبر مصنع للقاطرات في بريطانيا.

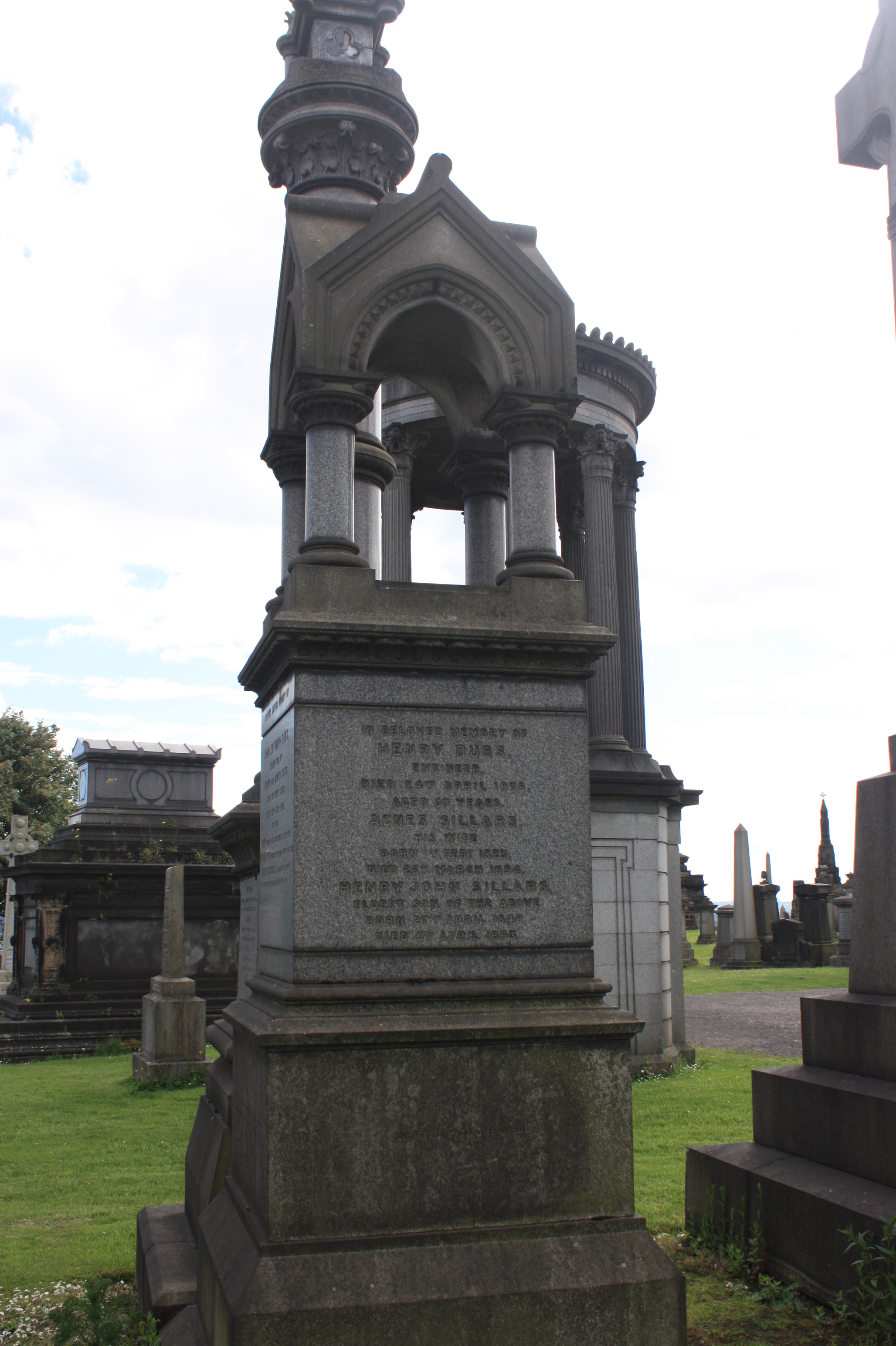
قبر هنري دوبس، مقبرة غلاسكو

توفي هنري دوبس بسرطان البنكرياس عام 1876 عن عمر يناهز الستين. تم دفنه بالقرب من قمة مقبرة جلاسكو مع زوجته أغنيس سيلارز (1823-1894).
بعد وفاة دوبس، قامت الشركة بتوسيع أعمال التصدير وفي عام 1903 اندمجت مع صانعي قاطرات مانشستر، شارب وستيوارت وشركاه ونيلسون وريد وشركاه لتصبح شركة قاطرات شمال بريطانيا. وفي ذلك الوقت كانت دوبس آند كومباني ثاني أكبر شركة مصنعة للقاطرات في بريطانيا. وكانت الشركة المندمجة أكبر صانع قاطرات في العالم خارج الولايات المتحدة، حيث وظفت 7570 رجلاً وكانت قادرة على بناء 600 قاطرة سنويًا. 